# Parafia Najświętszego Serca Pana Jezusa w Orzyszu
Parafia Najświętszego Serca Pana Jezusa w Orzyszu – rzymskokatolicka parafia leżąca w dekanacie Orzysz – św. Jana Pawła II diecezji ełckiej. 
Parafia została erygowana w 1945. Do 30 września 2020 należała do dekanatu Biała Piska.